# أنتوني ديفيس
أنتوني ديفيس (بالإنجليزية: Anthony Davis) (و. 1989  م) هو لاعب كرة قدم أمريكية، من الولايات المتحدة، ولد في بيسكاتاواي، يلعب كمصطدم ‏.

## التعليم
تعلم في Piscataway High School ‏.

## روابط خارجية
- أنتوني ديفيس على موقع إي إس بي إن.كوم (أن.أف.أل)3
- أنتوني ديفيس على موقع مرجع كرة القدم المحترفة.كوم (الإنجليزية)